# Neno (district)
Neno is een district van Malawi in de regio Southern. Het is in 2003 afgesplitst van het district Mwanza. Het district telde in 2008 een kleine 110.000 inwoners, en heeft een oppervlakte van 1469 km².

## Grenzen
Neno grenst aan vier Malawische districten:
- Ntcheu en Balaka, in het noorden.
- Blantyre, in het oosten en zuidoosten.
- Mwanza, in het westen en zuidwesten.

Ook grenst Neno aan een provincie van Mozambique:
- Tete, in het noordwesten.